# الضلفان (الجوف)
الضلفان هي إحدى قرى الجمهورية اليمنية. وهي تتبع جغرافيًا لمحافظة الجوف. وإداريًا لمديرية المطمة. يبلغ تعداد سكانها 3521 نسمة حسب الإحصاء الذي جرى عام 2004.